# Илатту Путантеванар
Илатту Путантеванар был одним из самых ранних известных классических тамильских поэтов. Его стихи были включены в антологию тамильской поэзии Сангам или Санкам, которая была собрана Тамилакаме до 250 г. н.э. Он был родом из древнего международного порта Мантай в Иламе (тамильское название Шри-Ланки), руины которого сегодня находятся в округе Маннар Северной провинции Шри-Ланки.